# Couchet
Mehrere Mitglieder der flämischen Familie  Couchet waren zu ihrer Zeit bedeutende Hersteller von Cembali und Virginale in Antwerpen. Sie pflegten enge Kontakte zur Familie Ruckers, den seinerzeit bekanntesten Cembalobauern in Antwerpen.

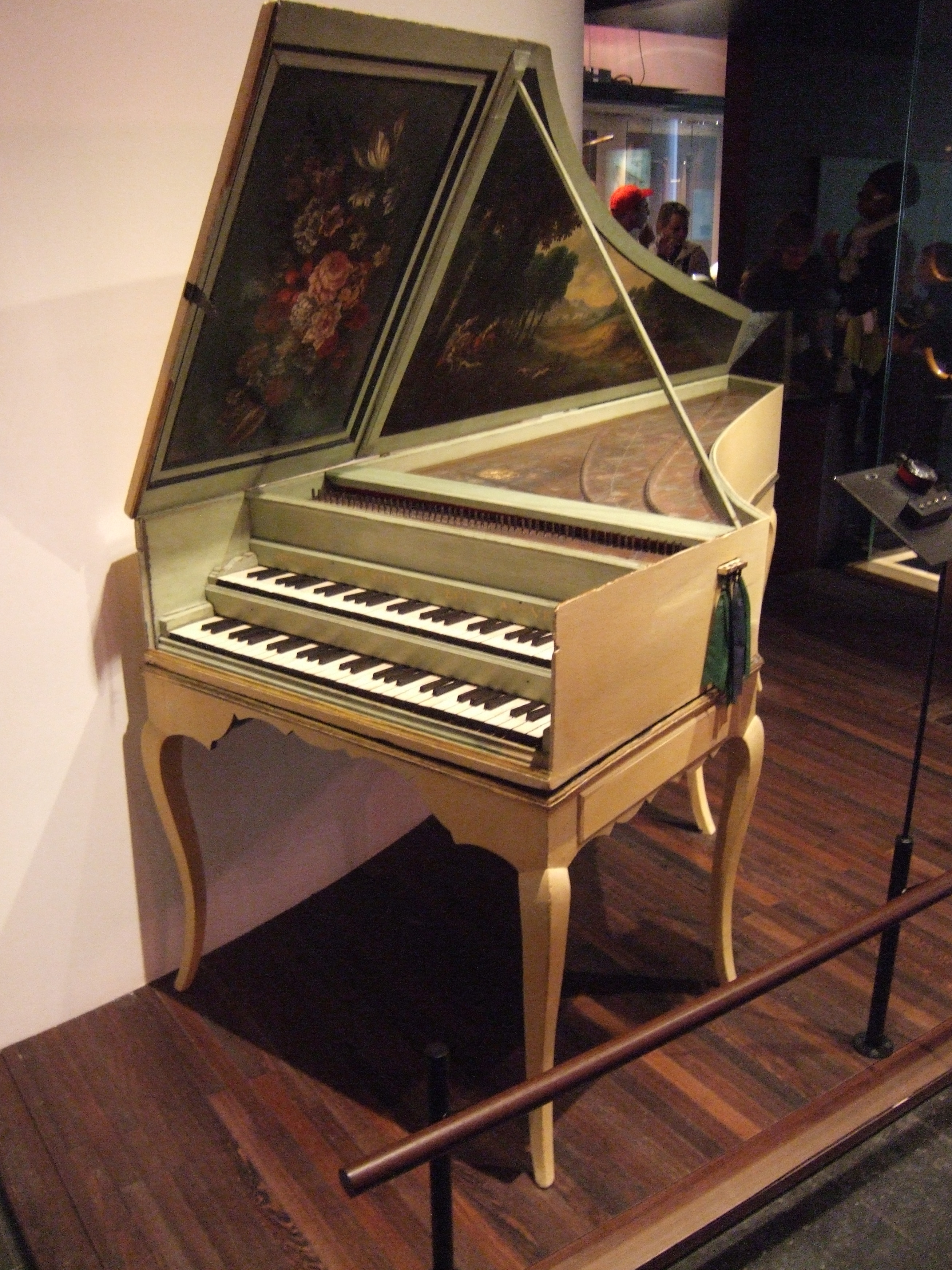
Cembalo von Jan Couchet, 1646, MIM Brüssel

Johannes Couchet (auch Jan Couchet) (* 2. Februar 1615; † 30. März 1655) war ein Enkel von Hans Ruckers. Er ging 1626 bei seinem Onkel Johannes Ruckers in die Lehre. Nach dem Tod seines Onkels erlangte er die Meisterwürde im Jahr 1642. Es gibt fünf bekannte Instrumente von Johannes Couchet, viele wurden restauriert. Alle sind um das Jahr 1650 gefertigt worden. Drei seiner sieben Kinder wurden ebenfalls Cembalobauer.
Petrus Johannes Couchet wurde ein Meister des Cembalobaus und Mitglied der Lukasgilde im Jahr 1655 oder 1656.
Joseph Johannes Couchet ist Mitglied der Gilde im Jahr 1666 oder 1667 geworden. Von den Instrumenten, die er gebaut hat, existiert heute nur noch ein einmanualiges Cembalo aus dem Jahr 1671. Es wurde durch Pascal-Joseph Taskin im Jahr 1778 zu einem Cembalo mit zwei Manualen umgebaut. Es existiert noch ein weiteres einmanualiges Cembalo aus dem Jahr 1679 und ein Cembalo mit zwei Manualen aus dem Jahr 1680. Letzteres wurde auch durch Taskin im Jahr 1781 umgebaut.
Maria Abraham Couchet wurde im Jahr 1666 oder 1667 Mitglied der Gilde.
Die Instrumente von Johannes Couchet sind denen der Familie Ruckers sehr ähnlich. Einige der späten Instrumente, die mit dem Signet Johannes Ruckers versehen sind, stammen vermutlich von Johannes Couchet. Die Mitglieder der Familie Couchet entwickelten die Instrumente basierend auf den Modellen der Ruckers-Familie weiter. Sie bauten Cembali mit zwei Manualen und einem Tonumfang vom FF bis zum d’’’. Diese waren mit zwei 8-Fuß-Registern oder mit zwei 8-Fuß- und einem 4-Fuß-Register statt der damals üblichen 8- und 4-Fuß-Register ausgestattet.